# John Mathieson
John Mathieson (Purbeck, 3 mei 1961) is een Brits cameraman die een BAFTA Award won met de film Gladiator.
Mathieson werd geboren in Purbeck in de graafschap Dorset en studeerde aan de High Wycombe College of Art. Hij begon zijn carrière als cameraman assistent in 1988 voor de cameraman Gabriel Beristáin met de videoclip "Peek-a-Boo" van de Britse rockband Siouxsie and the Banshees. Deze clip was onder regie van Peter Scammel. Hij bleef met Scammel samenwerken als cameraman aan videoclips en later ook met andere regisseurs. Hiermee maakte hij videoclips als  "Nothing Compares 2 U" van Sinéad O'Connor en "American Pie" van Madonna. Ook was hij cameraman voor videoclips en documentairs van Brian Eno, Paul McCartney, Prince en Massive Attack en maakte Mathieson commercials geregisseerd door Ridley Scott en Joel Schumacher. Met deze regisseurs maakte Mathieson als cameraman en director of photography ook speelfilms. Hij ontving twee Oscar-nominaties met de films Gladiator en The Phantom Opera. Hij is lid van de British Society of Cinematographers en won in totaal 8 filmprijzen en ontving 15 nominaties.

## Filmografie
- 1994: Remembrance of Things Fast: True Stories Visual Lies
- 1994: Pigalle
- 1995: Bye-Bye
- 1997: Twin Town
- 1998: Vigo
- 1998: Love Is the Devil: Study for a Portrait of Francis Bacon
- 1999: Plunkett & Macleane
- 2000: Gladiator
- 2001: Hannibal
- 2001: K-PAX
- 2003: Matchstick Men
- 2004: Trauma
- 2004: The Phantom of the Opera
- 2005: Kingdom of Heaven
- 2005: Stoned
- 2007: August Rush
- 2008: Flashbacks of a Fool
- 2009: Boogie Woogie
- 2009: Cracks
- 2010: Robin Hood
- 2010: Brighton Rock
- 2010: Burke and Hare
- 2011: X-Men: First Class
- 2012: Great Expectations
- 2013: 47 Ronin
- 2015: The Man from U.N.C.L.E.
- 2015: Pan
- 2017: Logan
- 2017: King Arthur: Legend of the Sword
- 2018: American Woman
- 2018: Mary Queen of Scots
- 2019: Pokémon Detective Pikachu
- 2025: Jurassic World Rebirth

## Prijzen en nominaties
| Prijs         | Jaar | Werk                     | Uitslag     |
| ------------- | ---- | ------------------------ | ----------- |
| Academy Award | 2001 | Gladiator                | Genomineerd |
| Academy Award | 2005 | The Phantom of the Opera | Genomineerd |
| BAFTA Award   | 2001 | Gladiator                | Gewonnen    |